# Grete Udras
Grete Udras, née le 11 mars 1988, est une athlète estonienne, spécialiste du saut en hauteur.

## Biographie
En 2014, elle entre en finale des Championnats d'Europe d'athlétisme de Zurich grâce à un saut à 1,85 m. Elle terminera 14e ex æquo avec l'Israélienne Maayan Furman-Shahaf en 1,85 m.

## Palmarès
| Date | Compétition                       | Lieu     | Résultat | Marque |
| ---- | --------------------------------- | -------- | -------- | ------ |
| 2014 | Championnats d'Europe             | Zurich   | 14e      | 1,85 m |
| 2015 | Universiade                       | Gwangju  | 8e       | 1,75 m |
| 2019 | Championnats d'Europe par équipes | Varazdin | 4e       | 1,77 m |

## Records
| Épreuve         | Épreuve   | Performance | Lieu        | Date                        |
| --------------- | --------- | ----------- | ----------- | --------------------------- |
| Saut en hauteur | Plein air | 1,90 m      | Valga       | 10 août 2013                |
| Saut en hauteur | Salle     | 1,92 m      | Tartu Paris | 27 janvier 2011 5 mars 2011 |